# Arthur Pecsteen
Arthur Pecsteen (Brugge, 3 augustus 1834 - Oostkamp, 30 augustus 1895) was schepen van de stad Brugge en Belgisch volksvertegenwoordiger.

## Levensloop
Baron Arthur Gustave Adolphe François Pecsteen was de enige zoon van senator en burgemeester Gustave Pecsteen en Sylvie de Vrière. Hij trouwde met Marie Ernestine Peers de Nieuwburgh (Brugge, 20 maart 1843 - Oostkamp, 5 mei 1901), dochter van Irénée-Charles Peers, burgemeester van Waardamme. Ze hadden twee zoons en twee dochters:
- Mathilde Pecsteen (1866-1953), die trouwde met Paul Otto de Mentock (1862-1934), zoon van Adolphe Otto de Mentock, burgemeester van Sint-Andries.
- Raymond Pecsteen (1867-1965), burgemeester van Ruddervoorde.
- Jeanne Pecsteen (1868-1926), die trouwde met majoor Georges de Maleingreau d'Hembise (1858-1929), broer van Ferdinand, die burgemeester was van Sint-Kruis.
- Marcel Pecsteen (1883-1968), die trouwde met gravin Louise Cornet d'Elzius de Peissant (1883-1949).

Arthur Pecsteen overleed anderhalf jaar na zijn vader.

## Politiek
In tegenstelling tot zijn vader bemoeide hij zich weinig met de gemeente Ruddervoorde. De plaats van burgemeester was er stevig ingenomen door de verschillende leden van de familie van Outryve d'Ydewalle die er elkaar opvolgden.
Hij integreerde zich in de politieke activiteiten van de West-Vlaamse hoofdstad Brugge.
Hij werd luitenant-kolonel van de Burgerwacht, een van de stevige liberale bastions in Brugge.
Hij werd tot gemeenteraadslid verkozen in 1863 en weldra tot schepen, onder het burgemeesterschap van Jules Boyaval. Hij werd een van de geliefkoosde schietschijven vanwege de katholieke pers, vooral van Het Jaer 30, waar Guido Gezelle hem de spotnaam 'Pek Kwèkkwèk' gaf. Hij werd nog herkozen in 1869 en 1872, maar niet meer in 1876. Hij deed tot in 1876 zijn termijn als schepen uit, ook al was vanaf 1875 Amedée Visart de Bocarmé, aan het hoofd van de nieuwe katholieke meerderheid, tot burgemeester benoemd. Dit gaf aanleiding tot politieke strijd in de schoot van het schepencollege.
Na zijn vertrek uit de gemeentepolitiek waagde Pecsteen nog zijn kans op nationaal vlak. In oktober 1879 was hij liberaal kandidaat als senator voor Brugge, maar haalde het niet tegenover de katholiek Leon Van Ockerhout. In 1880 werd hij, na ballotage, verkozen tot volksvertegenwoordiger. Bij de volgende verkiezingen in 1884 werd hij niet meer herkozen, een gevolg van het debacle van de liberale partij na de hevige schoolstrijd. Dit betekende het einde van zijn politieke activiteiten.
In 1880 behoorde hij tot de oprichters van de Kring Brugge Zeehaven, die alle gezindten in Brugge bijeenbracht in de strijd voor een nieuwe haven aan de zee.